# Alcyonium utinomii
Alcyonium utinomii är en korallart som beskrevs av Verseveldt 1971. Alcyonium utinomii ingår i släktet Alcyonium och familjen läderkoraller. Inga underarter finns listade i Catalogue of Life.